# Иксиолирион
Иксиоли́рион (лат. Ixiolirion; от Ixia — иксия и др.-греч. λείριον, leirion — лилия) — род однодольных цветковых растений, выделяемый в самостоятельное семейство Иксиолирионовые (Ixioliriaceae) порядка Спаржецветные (Asparagales). Распространен на юго-западе Азии. В более ранних классификациях род Иксиолирион относили к семейству Амариллисовые.

## Таксономия
По информации базы данных The Plant List (на июль 2016), род включает 4 вида:
- Ixiolirion ferganicum Kovalevsk. & Vved. — Иксиолирион ферганский
- Ixiolirion karateginum Lipsky — Иксиолирион каратегинский
- Ixiolirion songaricum P.Yan
- Ixiolirion tataricum (Pall.) Herb. ex Roem., Schult. & Schult.f. — Иксиолирион татарский